# Pandemis chondrillana
Pandemis chondrillana is een vlinder uit de familie bladrollers (Tortricidae). De wetenschappelijke naam is voor het eerst geldig gepubliceerd in 1860 door Herrich-Schäffer.
De soort komt voor in Europa.